# Зігіншор (область)
Зігіншо́р (фр. Ziguinchor) — область в Сенегалі. Адміністративний центр - місто Зігіншор. Площа - 7 339 км², населення - 485 300 чоловік (2010 рік). Історична назва - Нижній Казаманс.

## Географія
На сході межує з областю Седіу, на півночі з Гамбією, на півдні з Гвінеєю-Бісау. На заході виходить до Атлантичного океану. Територією області протікає річка Казаманс.

## Адміністративний поділ
Адміністративно область поділяється на 3 департаменти:

Департаменти області

- Біньйона
- Усує
- Зігіншор